# Bryndzové halušky
Le bryndzové halušky (en français : « quenelles de pommes de terre au fromage de brebis bryndza et bacon ») est l'un des plats nationaux de la Slovaquie,. Ce mets copieux composé de halušky (morceaux de pâte de pomme de terre bouillie ressemblant à des gnocchis,, ou plus précisément à des spätzle) et de bryndza (fromage de brebis à pâte molle), éventuellement complété de lardons fumés,, est traditionnellement accompagné de žinčica (boisson fermentée au lait de brebis). Une fête annuelle du bryndzové halušky se déroule à Turecká au cours de laquelle on retrouve un concours du plus gros mangeur,.